# Belvedere Park
Belvedere Park – jednostka osadnicza w Stanach Zjednoczonych, w stanie Georgia, w hrabstwie DeKalb.